# Bryum felipponei
Bryum felipponei är en bladmossart som beskrevs av Thériot 1930. Bryum felipponei ingår i släktet bryummossor, och familjen Bryaceae. Inga underarter finns listade i Catalogue of Life.